# 希尔达·贺嘉

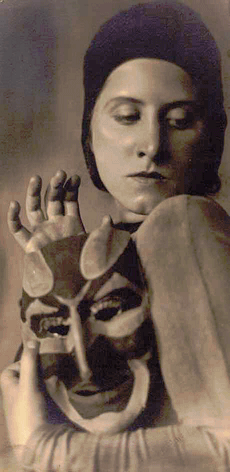
希尔达·贺嘉 (1925)

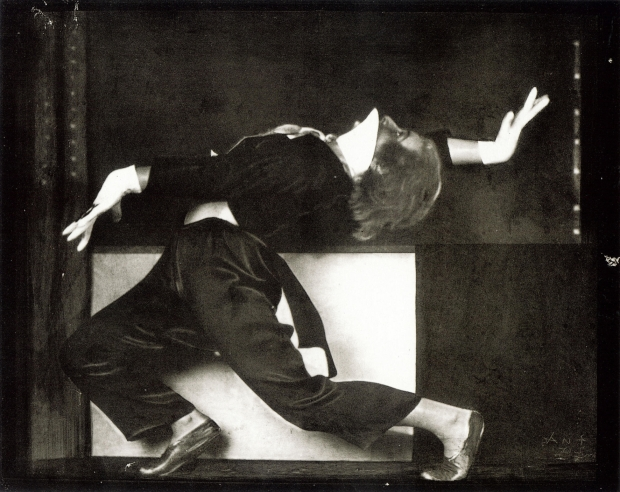
希尔达·贺嘉 (1926)

希尔达·博曼·憋兰（Hilde Boman-Behram） ，（1905年十月18日出生于维也纳， 2001年九月24日逝世于伦敦卡姆登地区），出生名希尔达·叟佛（Hilde Sofer），以藝名希尔达·贺嘉（Hilde Holger）而知名，是一位表现派舞蹈家、编舞者和舞蹈老师，其开拓性兼容了残障人士的舞蹈（physically integrated dance）作品在现代舞转化。

## 家庭
贺嘉来自于一个猶太教改革派家庭。她于1905年出生，是阿尔弗雷德和俄利斯·叟佛·施赖伯的女儿。她父亲是写诗歌的，于1908年去世。她的爷爷是给奥地利法院做鞋子的。
德国纳粹入侵奥地利以后，贺嘉在1939年逃离维也纳，但由于当时英国未准许她入境，她去了印度 。在孟买她邂逅了同种疗法师和艺术爱好者亚德使尔·卡瓦基·博曼·憋兰，并与他在1940年结婚了。她的母亲，继父，姐妹和十四名家庭人员遭到纳粹大屠杀灭亡。
希尔达·贺嘉有两个孩子。第一个孩子于1946年在印度出生，女儿的名字叫皮里马维亚·博曼·憋兰。她在纽约成为一名舞蹈家，雕刻家和珠宝设计师。1948年厚格和家人移民到了英国。她的第二个孩子名叫大流士·博曼·憋兰, 于1949年出生。他有唐氏综合症，这启发贺嘉开始了与残障人士的合作。

## 事业
希尔达·贺嘉六岁开始跳舞。那时的她因为太年幼而无法加入舞蹈学院，于是她便加入了舞蹈团。年满十岁的时候她加入了鲍登维沙芭蕾舞团并随团游历了欧洲，这个芭蕾舞团是由格特鲁德·鲍登维沙成立的。她们是艾莎道拉·邓肯和露絲·聖·丹尼斯的崇拜者。格特鲁德·鲍登维沙是贺嘉的老师也是她的朋友。十八岁的时候贺嘉首次在维也纳表演单人舞蹈。后来她成立了自己的希尔达·贺嘉舞蹈团，也成立儿童舞蹈团。
由于她对舞蹈的热爱，贺嘉于1926年在维也纳市中心拉提波宫成立了名为“新舞蹈动作艺术学院”的舞蹈学校。
1938年3月12日阿道夫·希特勒的纳粹德国出兵到奥地利，并颁布统治奥地利国的法律，那时候犹太人的演出是受到禁止的。她受朋友查理·配塔撤的帮助从逃离奥地利。她决定到印度去，因为那里的艺术对当时的西方人来说是非常引人注目的。
在印度贺嘉得到机会将新的体会融入她的工作，尤其是印度舞蹈的手部动作。在印度古典舞蹈上有三百多种手部动作，用于表达生命与自然。1941年 贺嘉在孟买成立了新的舞蹈学校，她没有偏见的收受了来自各种族、宗教和国籍的学员。就像在维也纳时一样，贺嘉再次参与了当地的艺能界。她的朋友包括有名的印度舞蹈家兰·够帕勒，他也在贺嘉的舞蹈学校教舞蹈。由于1948年爆发的印巴分治及穆斯林和印度教人之间的暴力升级，贺嘉再次移民，这次去到了英国。
她到英国之后才几个月，就参加了新的剧院和公园表演的舞蹈团。她再次成立了一所新的舞蹈学校，名叫“希尔达·贺嘉现代舞学校”并仍然忠于一个优秀舞者要身心合一的教学风格。她在伦敦的突破是1951年的首次公演受卡米尔·圣桑启发的‘在海域下’。作品受到了她所经历及教学过的城市和国家的很大影响。1972年她表演了‘抗洪的人’，关于中国共产党路易·艾黎的生活。1975年的‘岩画’寓意了伦敦艺术和文化的影响。1983年的‘阿帕撒拉斯’是有关探索印度的经历。1983年 贺嘉回到了印度，在那里她在撒持呢·山卡带领的大型舞蹈团做编舞。
贺嘉尤其为她与残障人士的合作感到骄傲。她创建了一种舞蹈疗法，让和她儿子大流士一样有唐氏综合症的智障儿童可以得到益处。在1968年，贺嘉是第一位和有严重学习障碍的少儿同台的编舞，这个舞蹈表演名叫‘向光’，配爱德华·格里格的音乐在萨德勒斯威尔斯表演。它的兼容了残障人士的舞蹈第一次表演之一。

## 毕生事业
希尔达·贺嘉给三代编舞和舞者留下了深远的影响。她教学的标准很高，不怕冒险，她的学生们都很喜欢她的教学方式。她摅诚又无偏见的接受学生，尤其是有智力缺陷的学生。贺嘉的一位学生，涡副岗·斯坦格延续了她与残障及有唐氏综合症和自闭症学生的合作。斯坦格、身智残障人士及专业人士创立了AMICI歌舞剧院集团。它是英国第一个兼容了残障人士的舞蹈集团。斯坦格说贺嘉通过她的作品表演教给了他正直和诚实。他在维也纳奥德翁剧院为荣誉纪念他的导师厚格表演了其舞蹈作品。通过这些在维也纳国家芭蕾舞剧院的表演，他说他很高兴能和有严重学习障碍的人们一起合作。这些演出都受到了热烈的欢迎。
在她的晚年，贺嘉仍在她居住超过五十多年的伦敦卡姆登地下层舞蹈工作室继续教授舞蹈课。她另外的学生是包括罗伊斯顿·马尔多姆，杰夫·亨利，伊万·伊里奇，卡尔·坎贝尔，杰奎琳·沃尔茨，莉兹·阿吉斯，简·阿舍，托马斯·坎佩，林赛·坎普，开尔文·罗塔迪尔和普里马韦拉·博曼。

## 档案馆
2001年贺嘉去世后，她的女儿普里马韦拉·博曼开始探索她母亲作为一名著名舞蹈家生活的真相。她开始整理档案，以记录她母亲的生活和职业，用了留下的物质遗产。档案馆并不是永久性的展示，尽管已经有很多展览包括了贺嘉的许多文物。

### 《移动》舞蹈班
2010年，6名贺嘉的学生马尔多姆、坎贝尔、坎佩、沃尔茨、斯坦格和博曼在伦敦北部老汉普斯特德市区政厅的Interchange Studios举办了一系列的演讲和舞蹈班，以纪念贺嘉在包容性舞蹈方面的开创性工作，题为移动：通过运动的转变。每一位前学生都主持了一个包容性的舞蹈班，以庆祝贺嘉帮助他们培养的独特风格。这些讲习班、舞蹈班向新一代舞者和感兴趣的人介绍了她在舞蹈力量方面的开创性方法和信仰，在她自己的生活中，这些方法和信仰跨越了许多边界、文化和宗教。

## 文学
- Denny Hirschbach, Rick Takvorian (Hg.): Die Kraft des Tanzes. Hilde Holger. Wien.Bombay.London.Bremen: Zeichen + Spuren 1990. ISBN 3-924588-19-8 （德语）

## 网络连接
- 官方网站（英语）[永久]
- 女性犹太人百科全书网站（英语） （页面存档备份，存于）
- Leslie Horvitz: 希尔达·贺嘉传记.（英语） （页面存档备份，存于）